# Критическая теория (теория международных отношений)
Критическая теория (англ. critical international relations theory) — исследовательский подход в рамках теории международных отношений, оформившийся и ставший влиятельным на рубеже 1970—1980-х годов и ассоциирующийся, прежде всего, с именами таких исследователей, как Роберт Кокс и Эндрю Линклейтер.

## Идейные истоки
Философской и методологической основой для данного подхода стали традиционный марксизм, идеи мыслителей Франкфуртской школы (Макс Хоркхаймер, Теодор Адорно, Вальтер Беньямин, Герберт Маркузе, а также в значительной степени Юрген Хабермас), а также работы итальянского марксиста Антонио Грамши, посвященные проблеме гегемонии. Представители критической теории МО расширили сферу применения методологии и пафоса (историцизм, «имманентная критика» существующих социальных порядков и выявление движущих сил их трансформации, эмансипация индивида как идеал) данных школ социально-политической и экономической мысли, сместив акцент с изучения отдельных обществ и государств к исследованию мировых или глобальных процессов.

## Характеристика подхода
Центральной эпистемологической установкой критической теории является неприятие позитивизма, а именно отрицание возможности разделения субъекта (познающего) и объекта (познаваемого). Отсюда выводится тезис о том, что всякое знание (теория) детерминировано социальным контекстом, то есть по определению не может быть абсолютно объективным. При этом за ним обязательно скрываются определённые политические интересы, носители которых добиваются своей легитимации. Вместо объективности мерилом ценности знания становится его потенциал с точки зрения эмансипации человека от насилия и эксплуатации посредством существующих социальных структур (в широком контексте — международной системы).
Р. Кокс. «Социальные силы, государства и мировой порядок», 1981:

Теории всегда существуют для кого-то и для каких-либо целей.
Оригинальный текст (англ.)Theory is always for someone and for some purpose.

Кроме того, представители критической теории отвергают деонтологический подход позитивистских теорий, рассматривающих как неизменную данность такие категории как «государство», «суверенитет», «национальные интересы», «баланс сил», «Вестфальская система» и т. д. По их мнению, данные понятия являются не столько фактами социальной жизни, сколько социальными конструктами, продуктами взаимодействия различных политико-экономических сил в определённую историческую эпоху. Таким образом, задача критической теории состоит в том, чтобы проследить историческую эволюцию подобных понятий и тем самым вскрыть их искусственный и противоречивый характер, отражающий догматизм и политико-идеологическую ангажированность традиционных подходов в международных отношениях. Отсюда утверждение рефлективного характера критической теории.
Опираясь на данный тезис, канадский исследователь Р. Кокс критикует господствовавшие в то время позитивистские теории (реализм/неореализм, либерализм, неолиберальный институционализм) как исключительно «проблемно ориентированные», то есть направленные на решение проблем в рамках существующих социальных и политических структур (государство-центризм, капиталистическая система, биполярная структура международных отношений), тем самым способствуя укреплению и легитимации связанных с ними форм насилия и эксплуатации, которые препятствуют эмансипации человека.
При этом, критическая теория сама не является политически и этически нейтральной, ведь её имманентная критика служит задаче продемонстрировать неравенство и несправедливость, лежащие в основе глобальных властных отношений и таким образом способствовать изменению существующего порядка вещей. Это полностью вписывается в марксистское понимание целей философии и сообщает критической теории праксеологическое измерение.
К. Маркс. «Тезисы о Фейербахе»:

Философы лишь различным образом объясняли мир, но дело заключается в том, чтобы изменить его.

## Основные проблемные пункты

### Государство и власть
Представители данного подхода, в отличие от реалистов, не относят государство к базовым акторам международных отношений, считая его лишь одной из форм властной организации определённого сообщества, возникшей на определённом этапе исторического развития под воздействием переплетения экономических и политических сил. Основными действующими лицами глобальной политики являются различные социальные группы (классы), сети, группы интересов, политические движения. Их принципиальное отличие друг от друга состоит в их отношении к существующему порядку: они либо отстаивают статус-кво (представители капитала и бюрократии), либо выступают за изменения (интеллектуалы, угнетенные, маргинальные политические течения).

### Международные институты и мировой порядок
С точки зрения критической теории современный мировой порядок может быть охарактеризован в рамках идей Грамши о гегемонии, перенесенных в глобальный контекст (доминирование транснационального альянса национальных капиталистических кругов, опирающихся на идеологию неолиберализма). При этом центральное место в рамках гегемонической системы отводится США (шире — Западу) как месту сосредоточия глобального капитала и сети международных институтов (МВФ, ВТО, ОЭСР и др.), действующих под их эгидой. Вместе с тем, такой порядок не представляется неизменным, возможность его трансформации будет зависеть от способности коллективного сопротивления (в том числе и насильственного) со стороны контр-гегемонистских сил. К таковым критическая теория относит негосударственные организации, партии и движения (Гринпис, Amnesty International и др.), но не рабочий класс, как традиционные марксисты.

### Идентичность и сообщество
В рамках критической теории предпринята попытка продемонстрировать историческую ограниченность идеи о том, что важнейшим видом идентичности коллективов в мировой политике является идентичность, основанная на идее государства-нации, суверенитета, национализма и гражданства. Критикуя этатизм с этических позиций, представители данного подхода показывает, что он является формой дискриминации по отношению к представителям иных политических сообществ («этический партикуляризм»), а это в свою очередь неизбежно обеспечивает конфликтный характер международных отношений. Таким образом, границы государств-наций считаются барьером на пути эмансипации индивида.
Критическая теория постулирует идею о необходимости перехода от национально-государственной к универсальной (космополитической) идентичности, это позволит обеспечить моральнуюценность всех индивидов вне зависимости от его гражданства, социального и этнического статуса. В частности, такая тенденция наметилась благодаря развитию института универсальных прав человека после 1945 года, а также целого ряд негосударственных и межправительственных организаций и форумов, формирующих каркас глобального гражданского общества. Идеалом в рамках критической теории является безгосударственное глобальное общество, функционирующее на основе принципов демократии и разделения властей, а также верховенства прав человека. В таком обществе должна быть обеспечена возможность свободной речи для каждого индивида, что является отсылкой к теории коммуникативного действия Ю. Хабермаса.
Ф. Хэллидей:

[с окончанием «холодной войны»] стало особенно очевидным, что наиболее фундаментальный вопрос современности… — это создание международного сообщества; причем не в смысле клуба государств, руководствующихся определёнными правилами, а в смысле сообщества политических образований, объединённых тесными экономическими и другими транснациональными узами и разделяющих сходные политические и общественные ценности.

### Мир и безопасность
Критическая теория полностью заимствует тезис Маркса о структурных причинах войн и конфликтов — они неизбежны в силу доминирования капиталистической системы. Вместе с тем представители теории не рассматривают проблемы международной безопасности через призму межгосударственных отношений, отмечая в отличие от реалистов, что государство теряет монополию на насилие.

## Значение критической теории и её восприятие
Оформление критической теории накануне «третьих дебатов» в рамках теории международных отношений ознаменовало собой «постпозитивистский поворот», в последующем дав развитие конструктивистским и постмодернистским подходам, а также таким направлениям, как феминизм и постколониальные исследования.
Вместе с тем, данная теория наталкивается на критику со стороны представителей других парадигм.
Так, представители позитивистских теорий зачастую игнорируют данный подход и не вступают в дебаты с его представителями. Они не считают критическую теорию соответствующей критериям научного знания и критикуют её релятивизм (тезис о невозможности получения объективного знания). С их точки зрения, критическая теория не имеет практической ценности при выработке внешней политики.
Помимо этого критикуются и интеллектуальные основания критической теории, в частности чрезмерное увлечение идеями Грамши (например, у Р. Кокса) заставляет концентрироваться исключительно на классовых отношениях (распределении богатства и собственности), хотя ими мировая политика не исчерпывается. Другим объектом критики является попытка использовать нормативные наработки Ю. Хабермаса (теория коммуникативного действия) как рецепта по установлению «глобальной демократии».
Важнейшие критические замечания в адрес теории исходят и от других представителей постпозитивизма. Постмодернисты и конструктивисты, признавая роль критической теории в формировании методологических основ для нового дискурса в науке о международных отношениях, отмечают её чрезмерную ценностную нагрузку — веру в идеалы Просвещения (которые критикуются в рамках самой же Франкфуртской школы), понимание исторического процесса как неизбежного движения на пути к более прогрессивным социальным структурам и установку на построение глобальной космополитической демократии. Последнее имплицитно подразумевает безусловное утверждение сугубо западного понимания «хорошего общества» в глобальном масштабе, что противоречит декларируемым принципам равенства и разнообразия. Таким образом, критикуя культурный империализм Запада, данная теория, по сути, остается западноцентристской.
Представителям критической теории не удалось дать четкий ответ на вопрос о том, каким способом можно добиться эмансипации индивида — главного пункта практической программы в рамках данного подхода.
В России критическую теорию не выделяют как отдельный исследовательский подход, считая его одним из ответвлений неомарксизма (постмарксизма) и выделяя в качестве его ключевой характеристики постулат о социальном характере устанавливаемых фактов международной жизни.
В. Н. Конышев, А. А. Сергунин:

Отметим, что сами неомарксисты фактически полностью игнорируют критику в свой адрес. Несмотря на свою малочисленность и незначительный вес в современной западной политической науке, неомарксисты чувствуют себя достаточно уверенно в «своем» секторе академической среды. Они установили свой контроль за основными печатными органами левой ориентации и пытаются предстать перед общественностью в виде единственного наследника марксистского учения.

Тем не менее, исследователи отмечают и серьёзный позитивный вклад, который был внесен в теорию международных отношений представителями данного направления.
Помимо разработки проблемы взаимосвязи между властью и знанием в науке о международных отношениях, представители критической теории способствовали расширению представлений о движущих факторах мировой политики и переосмыслению концептов суверенитета, государства, политического сообщества.
Постановка проблемы ценностных основ исследования способствовала «гуманизации» теории международных отношений и усилению внимания к этическим аспектам, а попытки сформулировать идеальное состояние в мировой политике (глобальное демократическое сообщество, космополитическая справедливость) — преодолению конфронтационного мышления, свойственного в частности (нео)реалистам.
Несмотря на то, что ни неолиберализм, ни неореализм почти не вступали в дискуссию с представителями критической теории, исследования последних вынудили адептов традиционных парадигм внимательнее отнестись к качеству своих работ — уточнить некоторые понятия, уйти от излишней описательности и интуитивизма, а также совершенствовать свою методологию и аргументацию.